# 南京市越剧团
南京市越剧团，成立于1956年，是中国主要的越剧演出团体之一。

## 历史
- 1947年9月，云华剧团成立于上海。此时主要演员有竺水招、吴小楼、周宝奎等。
- 1949年，云华剧团解散。
- 1951年，云华剧团重新成立于上海。
- 1954年，竺水招带领云华越剧团抵达江苏省南京市，改名南京市实验越剧团。
- 1956年2月，南京市越剧团正式成立，竺水招任团长。
- 1968年，江苏省青年越剧团并入南京市越剧团。

## 作品

### 越剧
《柳毅传书》、《南冠草》、《莫愁女》、《碧玉簪》、《汉宫怨》、《秦淮梦》、《秀才遇仙记》、《侯门之女》、等

### 电影
1982年越剧电影《莫愁女》(南京电影制片厂，由竺小招主演)

### 电视剧
- 1985年越剧电视剧《秦淮梦》，由韩林根和袁小云主演，获首届中国戏曲电视“鹰象奖”及第五届“飞天奖”二等奖。
- 1990年越剧电视剧《哑女恨》，由陶琪、陈菊芳、华洁主演的。获第十一届“飞天奖”二等奖。
- 1991年越剧电视剧《侯门之女》，由袁小云、竺小招、陶琪主演，获第十二届“飞天奖”一等奖。
- 1992年越剧电视剧《南冠草》
- 1993年越剧电视剧《汉宫怨》，由赵时莺主演，获第十四届“飞天奖”二等奖。

## 人物

### 演员
著名演员有竺水招、商芳臣、筱水招、筱丹凤、张玉琴、曹玉珍、何秋萍、竺小招、袁小云、赵时莺、水小燕、韩林根、陶琪、陈菊芳、樊建萍、魏小梅、华洁、朱蔺、杨凤英等